# Editia
Editia is een geslacht van uitgestorven kreeftachtigen uit de klasse van de Ostracoda (mosselkreeftjes).

## Soorten
- Editia albertensis Green, 1963 †
- Editia brayeri Green, 1963 †
- Editia elegantis Brayer, 1952 †
- Editia germanica Knuepfer, 1967 †
- Editia hieroglyphica Robinson, 1978 †
- Editia houae Shi, 1960 †
- Editia kiselensis Tschigova, 1960 †
- Editia samoilovae Gramm & Egorov (G), 1986 †
- Editia schweyeri Gramm & Egorov(g), 1986 †
- Editia tichtensis Buschmina, 1965 †
- Editia tulensis Samoilova & Smirnova, 1958 †
- Editia zaninae Gramm & Egorov (G), 1986 †